# Quartier Richelieu
Pour les articles homonymes, voir Richelieu.
Le Quartier Richelieu se situe sur la rive droite de la Seine à Paris à l’ouest des 1er et 2e arrondissements sur les quartiers administratifs, du Palais Royal, Vivienne et la partie est du quartier Gaillon, avec pour cœur historique le Palais-Royal.  

## Étendue du quartier
Le quartier correspond au territoire de l'ensemble des rues ouvertes à partir des années 1630 à l'initiative du cardinal de Richelieu autour du Palais cardinal étendu jusqu'au  nouveau cours créé en 1670 soit un espace compris entre la rue Saint-Honoré au sud, les rues Croix-des-Petits-Champs, Notre-Dame-des-Victoires et Montmartre à l'est, les boulevards Montmartre et des Italiens au nord, l'avenue de l'Opéra à l'est. Ces limites ne peuvent cependant être fixées avec la même certitude que pour des quartiers administratifs.

## Origine du nom
Le cardinal de Richelieu est à l’origine du quartier par la constitution d’un domaine rectangulaire à partir du palais cardinal et le lotissement des terrains environnants.

## Historique

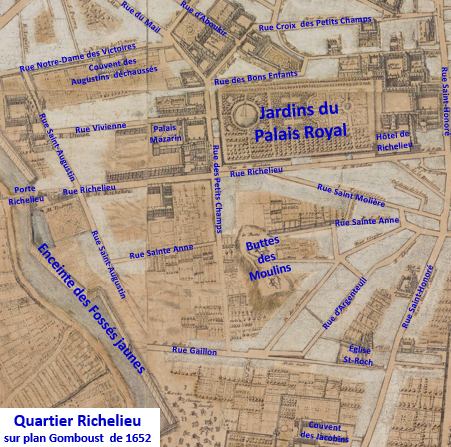
Quartier Richelieu sur plan Gomboust de 1652

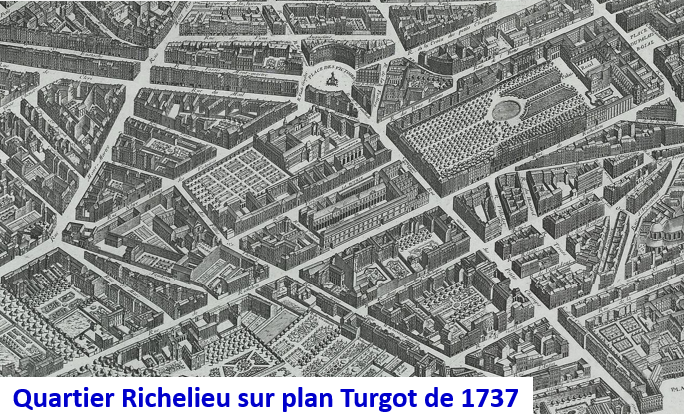
Quartier Richelieu sur plan Turgot de 1737

Richelieu achète en 1624, peu avant d'être nommé ministre de Louis XIII, deux propriétés proches de l'enceinte de Charles V, l'hôtel d'Angennes et l’hôtel d’Armagnac voisin, pour en faire sa résidence. Nommé en 1631 directeur général des fortifications, il décide la démolition du rempart de Charles V et l’achèvement de l'enceinte des Fossés jaunes. Ces travaux sont confiés par contrat passé le 9 octobre 1631 à Pierre Pidou, secrétaire de la Chambre du roi et premier commis de Louis Le Barbier qui obtient le droit de lotir les terrains entre les deux enceintes.
L’enceinte de Charles V est détruite, la rue d’Aboukir est tracée à la place du fossé comblé avec les matériaux de démolition du rempart et le chemin de contrescarpe devient la rue du Mail prolongée par la rue de Cléry. 
Le palais Cardinal avec un grand jardin est créé à l’emplacement des hôtels d’Angennes et d’Armagnac, du rempart démoli et sur les terrains à l’arrière, soit un quadrilatère de 400 m sur 140 m.
Les terrains avoisinants sont divisés en 45 lots dont 42 donnés  à rente rachetable à Louis Le Barbier par contrat du 17 mars 1636.
Sur les terrains avoisinant le palais est créé un lotissement sur lequel furent  ouvertes des rues sur un plan orthogonal autour de deux axes, rue de Richelieu et rue Neuve des Petits-Champs (actuelle rue des Petits-Champs) jusqu’à la rue Gaillon, et des voies parallèles, rue Vivienne, rue Sainte-Anne sur la butte des Moulins, Neuve-Saint-Augustin devient un quartier de notables où une classe privilégiée édifie ses hôtels. 40 % des gens de finances  et des fermiers généraux s’y installent.
Des couvents s’y établissent également, les Filles Saint-Thomas en 1639 à l’emplacement de la Bourse actuelle, les Nouvelles Catholiques en 1672 rue Sainte-Anne. 
Les buttes des Moulins et de Saint-Roch sont partiellement arasées vers 1640 avec destruction des masures et des moulins qui y étaient installés. Des rues y sont tracées sur un tracé plus irrégulier que celui du réseau autour du Palais Royal
Ces aménagements ont décuplé la valeur des terrains, à la grande surprise des modestes jardiniers qui les possédaient sans avoir le moyen d'y construire des maisons comme l'indique un acte de 1637 : « parce qu'à présent il y a quantité de personnes qui veullent bastir esdicts lieux à cause de la nouvelle closture, et que les supplians n'ont pas le moyen de leur chef d'y faire bastir, il s'est présenté noble homme Gilbert Thoniers, conseiller du Roy et Commissaire des guerres, qui a faict offre… pour acheter le terrain ». Les terrains ont été lotis par Michel Villedo, Simon Delespine, Michel Noblet, Charles Béchameil et Jean Monicault.
La démolition de l'enceinte des Fossés Jaunes et la création du nouveau cours en 1670 à l'avant s'accompagnent de l'ouverture de rues bordées  hôtels particuliers sur les terrains entre l'ancien rempart et les boulevards de la Madeleine, des Capucines, des Italiens  : hôtel de Lévis, hôtel de Richelieu, hôtel d'Egmont, hôtel de Chalabre, hôtel de Taillebourg, hôtel de Gontant-Biron, hôtel de Gramont, hôtel de Choiseul sur lequel a été aménagé la salle de l'Opéra Comique et les rues avoisinantes. 
La percée l'avenue de l'Opéra entreprise à la fin du Second-Empire et terminée au début des années 1870 achève le nivellement des buttes des Moulins et Saint-Roch et s'accompagne de la suppression de plusieurs rues secondaires telles que la rue des Moineaux et la rue des Orties.
Au XIXe siècle et jusque dans la première moitié XXe siècle, c’était un des quartiers privilégiés de résidence de la grande bourgeoisie parisienne.

## Le quartier Richelieu auXXIesiècle
Le quartier Richelieu est l'un des quartiers de Paris les plus centraux et les plus fréquentés par les touristes
Sa population a beaucoup diminué depuis le début du XXe siècle, les classes fortunées ayant déplacé leurs résidences vers les quartiers plus à l’ouest des 16e, 17e arrondissements et de la banlieue ouest. La population a baissé de 46 780 habitants en 1860 à 16 350 habitants en 1954 et 7 180 habitants en 2016. 
Le quartier est principalement le lieu d’activités financières, culturelles et commerciales. 
Avec le secteur des Champs-Elysées-avenue Montaigne, c’est un des deux pôles parisiens du commerce du luxe.